# Bobby Brown (zanger)
Robert Barisford (Bobby) Brown (Boston, 5 februari 1969) is een Amerikaanse zanger die in de muziekindustrie bekend werd als de zanger van de R&B-groep New Edition.
Na New Edition begon hij een solocarrière met als bekendste hits My Prerogative, Humpin' around and Two Can Play That Game. Dit laatste nummer werd in 1995 een internationale dancehit door een remix van het Britse housekwartet K-Klass. Ook Humpin' around werd succesvol door de remixmolen gehaald. Er verscheen in de zomer van 1995 ook een album Two can play that game met daarop diverse houseremixen van oude nummers.

## Privé
Brown was in 1992 getrouwd met zangeres Whitney Houston maar leefde sinds oktober 2006 gescheiden van haar. De definitieve scheiding werd in 2007 uitgesproken. Brown heeft zeven kinderen bij vier verschillende vrouwen, onder wie de in 2015 overleden Bobbi Kristina Brown. Op 18 november 2020 overleed zijn zoon Bobby Brown Jr. op 28-jarige leeftijd. 

## Discografie

### Albums
| Album met eventuele hitnotering(en) in de Nederlandse Album Top 100 | Datum van verschijnen | Datum van binnenkomst | Hoogste positie | Aantal weken | Opmerkingen |
| ------------------------------------------------------------------- | --------------------- | --------------------- | --------------- | ------------ | ----------- |
| Don't be cruel                                                      | 1989                  | 04-03-1989            | 27              | 24           |             |
| Bobby                                                               | 1992                  | 05-09-1992            | 15              | 14           |             |
| Two can play that game                                              | 1995                  | 12-08-1995            | 32              | 6            |             |
| Forever                                                             | 1997                  | -                     |                 |              |             |

### Singles
| Single met eventuele hitnotering(en) in de Nederlandse Top 40 | Datum van verschijnen | Datum van binnenkomst | Hoogste positie | Aantal weken | Opmerkingen                                       |
| ------------------------------------------------------------- | --------------------- | --------------------- | --------------- | ------------ | ------------------------------------------------- |
| My Prerogative                                                | 1989                  | 25-02-1989            | 5               | 9            | Nr. 7 in de Single Top 100                        |
| Every Little Step                                             | 1989                  | 17-06-1989            | 28              | 4            | Nr. 30 in de Single Top 100                       |
| On our own                                                    | 1989                  | 12-08-1989            | tip6            | -            | Nr. 40 in de Single Top 100                       |
| She ain't worth it                                            | 1990                  | 07-07-1990            | 12              | 8            | met Glenn Medeiros / Nr. 12 in de Single Top 100  |
| Humpin' around                                                | 1992                  | 22-08-1992            | 8               | 9            | Nr. 8 in de Single Top 100                        |
| Good enough                                                   | 1992                  | 21-11-1992            | 35              | 3            | Nr. 36 in de Single Top 100                       |
| Get away                                                      | 1993                  | 30-01-1993            | tip10           | -            | Nr. 97 in de Single Top 100                       |
| That's the Way Love Is                                        | 1993                  | 13-04-1993            | 1               | 3            | Nr. 36 in de Single Top 100                       |
| Something in common                                           | 1993                  | 07-12-1993            | 36              | 3            | met Whitney Houston / Nr. 40 in de Single Top 100 |
| Two can play that game (K-Klassic remix)                      | 1995                  | 06-05-1995            | 3               | 12           | Nr. 5 in de Single Top 100 / Alarmschijf          |
| Humpin' around (K-Klassic remix)                              | 1995                  | 22-07-1995            | 26              | 3            | Nr. 34 in de Single Top 100 / Alarmschijf         |
| Feelin' inside                                                | 1997                  | 25-10-1997            | tip8            | -            | Nr. 92 in de Single Top 100                       |
| Thug lovin'                                                   | 2003                  | 04-01-2003            | 36              | 3            | met Ja Rule / Nr. 21 in de Single Top 100         |
| Beautiful                                                     | 2006                  | -                     |                 |              | met Damian Marley / Nr. 86 in de Single Top 100   |

| Single met hitnotering(en) in de Vlaamse Ultratop 50 | Datum van verschijnen | Datum van binnenkomst | Hoogste positie | Aantal weken | Opmerkingen                                      |
| ---------------------------------------------------- | --------------------- | --------------------- | --------------- | ------------ | ------------------------------------------------ |
| My prerogative                                       | 1989                  | 04-03-1989            | 10              | 10           | Nr. 12 in de Radio 2 Top 30                      |
| Don't be cruel                                       | 1989                  | 13-05-1989            | 39              | 1            | Nr. 30 in de Radio 2 Top 30                      |
| Every little step                                    | 1989                  | 24-06-1989            | 32              | 3            |                                                  |
| On our own                                           | 1989                  | 19-08-1989            | 35              | 1            | Nr. 25 in de Radio 2 Top 30                      |
| She ain't worth it                                   | 1990                  | 14-07-1990            | 21              | 9            | met Glenn Medeiros / Nr. 13 in de Radio 2 Top 30 |
| Humpin' around                                       | 1992                  | 05-09-1992            | 10              | 11           | Nr. 4 in de Radio 2 Top 30                       |
| Good enough                                          | 1992                  | 26-12-1992            | 45              | 1            | Nr. 30 in de Radio 2 Top 30                      |
| Two can play that game                               | 1995                  | 20-05-1995            | 15              | 12           | Nr. 15 in de Radio 2 Top 30                      |
| Thug lovin'                                          | 2003                  | 04-01-2003            | tip11           | -            | met Ja Rule                                      |

### NPO Radio 2 Top 2000
Van Bobby Brown stond alleen My Prerogative in 1999 in de NPO Radio 2 Top 2000, op plek 1743.
- Bibliothèque nationale de France: cb13930670k (data)
- Gemeinsame Normdatei: 134581121
- International Standard Name Identifier: 0000 0000 7731 9571
- Library of Congress Control Number: n94100967
- MusicBrainz: d11f9c07-0eac-4a1f-a443-19cd0f63d5f0
- Nationale Bibliotheek van Tsjechië: xx0131680
- Nederlandse Thesaurus van Auteursnamen: 102430217
- Virtual International Authority File: 50727875
- WorldCat: E39PBJkHmb9QJVKppmWbCYV9jC